# Anii 170 î.Hr.
Secole: Secolul al III-lea î.Hr. - Secolul al II-lea î.Hr. - Secolul I î.Hr.
Decenii: Anii 220 î.Hr. Anii 210 î.Hr. Anii 200 î.Hr. Anii 190 î.Hr. Anii 180 î.Hr. - Anii 170 î.Hr. - Anii 160 î.Hr. Anii 150 î.Hr. Anii 140 î.Hr. Anii 130 î.Hr. Anii 120 î.Hr.
Anii: 180 î.Hr. | 179 î.Hr. | 178 î.Hr. | 177 î.Hr. | 176 î.Hr. | 175 î.Hr. | 174 î.Hr. | 173 î.Hr. | 172 î.Hr. | 171 î.Hr. | 170 î.Hr.
Evenimente